# Quemel Farías
Quemel Edgardo Farías Mancilla (* 1. Juli 1963 in Santiago) ist ein ehemaliger chilenischer Fußballtorwart und heutiger -trainer. Er gewann zwei chilenische Meisterschaften.

## Karriere

### Verein
Quemel Farías begann seine Profikarriere 1980 beim CD Aviación und wechselte 1982 zum CD Cobreloa, mit dem er als Reservetorwart zwei Mal in seiner Zeit bis 1987 Meister wurde. Besonders in Erinnerung blieb aber seine Zeit bei Deportes La Serena. Dort bestritt er 53 Spiele und fiel durch seinen markanten Bart auf. Seine einzige Auslandserfahrung sammelte Farías 1990 beim peruanischen Verein Sporting Cristal, bei dem der Chilene Eugenio Jara auf der Trainerbank saß. 1997 beendete Farías seine Karriere bei Deportes Arica unter Trainer Eugenio Jara in der Segunda División.

### Trainer
Nach seiner aktiven Karriere war Farías zunächst Trainer beim Klub der Minera Escondida, in der er auch gleichzeitig arbeitete. Ab 2016 war er für Deportes Antofagasta tätig, wo er als Jugendtrainer arbeitete und von 2016 bis 2019 die Frauenmannschaft übernahm. Anschließend wurde er sportlicher Leiter der Jugend von Deportes Antofasta. Im Juni 2024 war er für ein Spiel in der Copa Chile Interimstrainer der Profimannschaft.

## Erfolge
Cobreloa
- Chilenischer Meister: 1982, 1985

Deportes La Serena
- Chilenischer Zweitligameister: 1996